# Goran Prpić
Goran Prpić (* 4. Mai 1964 in Zagreb) ist ein ehemaliger kroatischer Tennisspieler und -trainer.

## Leben
Prpić war 1980 jugoslawischer Jugendmeister. Er wurde 1984 Tennisprofi und konnte im selben Jahr zwei Turniere der ATP-Satellite-Serie gewinnen und damit erste Weltranglistenpunkte sammeln. Im darauf folgenden Jahr stand er im Halbfinale des Challenger-Turniers von Marrakesch, zudem erreichte er jeweils das Viertelfinale der ATP-Turniere von Bologna, Båstad und Palermo. Während einer Begegnung gegen Aaron Krickstein bei den Miami Masters im Februar 1986 erlitt er eine schwerwiegende Knieverletzung, woraufhin er annähernd zwei Jahre pausieren musste. In dieser Zeit war eine Fortsetzung seiner Profikarriere höchst unsicher, weshalb er sich an der Universität Zagreb als Student der Wirtschaftswissenschaft einschrieb. Erst 1988 trat er wieder an, wobei er stets eine umfangreiche Kniebandage trug.
Nach seinem Comeback stand er an der Seite von Rolf Hertzog im Doppelfinale der Challenger-Turniere von München und Münster. Im darauf folgenden Jahr stand er im Finale des ATP-Turniers von Stuttgart, unterlag jedoch Martín Jaite. Zudem gewann er die Challenger-Turniere von Agadir und Salzburg. 1990 feierte er nach einem Finalsieg über Goran Ivanišević in Umag seinen einzigen Einzeltitel auf der ATP World Tour. Im selben Jahr errang er in Sanremo an der Seite von Mihnea-Ion Nastase seinen einzigen ATP-Doppeltitel. Seine höchste Notierung in der Tennis-Weltrangliste erreichte er 1991 mit Position 16 im Einzel sowie Position 75 im Doppel.
Seine besten Einzelergebnisse bei Grand-Slam-Turnieren waren Viertelfinalteilnahmen bei den Australian Open und den French Open. Sein bestes Resultat in der Doppelkonkurrenz war eine Achtelfinalteilnahme bei den Australian Open 1992.
Prpić spielte von 1985 bis 1986 sowie zwischen 1988 und 1991 für die jugoslawische Davis-Cup-Mannschaft. 1993 trat er für Kroatien an. Insgesamt kam er auf 18 Einzel- sowie zehn Doppelpartien. Seine größten Erfolge mit der Mannschaft war die Teilnahme am Halbfinale der Weltgruppe 1988 und 1989. Bei der 0:5-Niederlage gegen Deutschland verlor er beide Einzel gegen Eric Jelen und Boris Becker. Bei der 1:4-Niederlage gegen Schweden im darauf folgenden Jahr verlor er erneut beide Einzel gegen Mats Wilander und Jonas Svensson, konnte aber an der Seite von Goran Ivanišević das Doppel gewinnen. Bei den Olympischen Sommerspielen 1992 in Barcelona trat er im Einzel und im Doppel für Kroatien an. Im Einzel erreichte er nach einem Sieg über den Dänen Kenneth Carlsen die zweite Runde, in der er Andrei Tscherkassow unterlegen war. An der Seite von Goran Ivanišević gewann er die Bronzemedaille im Herrendoppel, nachdem sie im Halbfinale gegen Wayne Ferreira und Piet Norval aus Südafrika verloren hatten.

## Erfolge
| Legende                       |
| Grand Slam                    |
| Tennis Masters Cup            |
| ATP Masters Series            |
| ATP International Series Gold |
| ATP International Series (2)  |
| ATP Challenger Series (3)     |

### Einzel

#### Turniersiege

##### ATP Tour
| Nr. | Datum        | Turnier | Belag | Finalgegner      | Ergebnis      |
| --- | ------------ | ------- | ----- | ---------------- | ------------- |
| 1.  | 20. Mai 1990 | Umag    | Sand  | Goran Ivanišević | 6:3, 4:6, 6:4 |

##### ATP Challenger Tour
| Nr. | Datum         | Turnier  | Belag | Finalgegner      | Ergebnis |
| --- | ------------- | -------- | ----- | ---------------- | -------- |
| 1.  | 19. März 1989 | Agadir   | Sand  | Mark Koevermans  | 6:3, 6:3 |
| 2.  | 21. Mai 1989  | Salzburg | Sand  | Éric Winogradsky | 6:1, 6:2 |

#### Finalteilnahmen
| Nr. | Datum          | Turnier   | Belag | Finalgegner  | Ergebnis       |
| --- | -------------- | --------- | ----- | ------------ | -------------- |
| 1.  | 30. Juli 1989  | Stuttgart | Sand  | Martín Jaite | 3:6, 2:6       |
| 2.  | 21. April 1991 | Nizza     | Sand  | Martín Jaite | 6:3, 6:71, 3:6 |

### Doppel

#### Turniersiege

##### ATP Tour
| Nr. | Datum          | Turnier | Belag | Partner            | Finalgegner                 | Ergebnis      |
| --- | -------------- | ------- | ----- | ------------------ | --------------------------- | ------------- |
| 1.  | 5. August 1990 | Sanremo | Sand  | Mihnea-Ion Nastase | Ola Jonsson Fredrik Nilsson | 3:6, 7:6, 6:3 |

##### ATP Challenger Tour
| Nr. | Datum         | Turnier | Belag | Partner       | Finalgegner              | Ergebnis      |
| --- | ------------- | ------- | ----- | ------------- | ------------------------ | ------------- |
| 1.  | 4. April 1993 | Agadir  | Sand  | Menno Oosting | Ģirts Dzelde Piet Norval | 3:6, 6:3, 6:3 |

#### Finalteilnahmen
| Nr. | Datum         | Turnier    | Belag | Partner      | Finalgegner            | Ergebnis |
| --- | ------------- | ---------- | ----- | ------------ | ---------------------- | -------- |
| 1.  | 21. März 1993 | Casablanca | Sand  | Ģirts Dzelde | Mike Bauer Piet Norval | 5:7, 6:7 |

## Mannschaftstitel
- 1990: World Team Cup mit Jugoslawien
- 1991: Hopman Cup mit Jugoslawien